# Anolis porcatus
Anolis porcatus és una espècie de sauròpsid (rèptil) escatós de la família Dactyloidae que viu a Cuba i Santo Domingo. És de mida petita i coloració verda. Com que pot canviar de color, a la zona el denominen erròniament "camaleó", ja que no té cap relació amb el camaleons dels Vell Món.

## Característiques
És un llangardaix que no passa dels 20 cm de llarg, és estilitzat com altres anolis. Té un cap llarg amb ulls grans, en estar situats als costats té l'adaptació que existeixin solcs en el seu crani que li permetin mirar cap al front. És típicament verd, de color plançó clar. Té potes amb bones arpes per aferrar-se a la vegetació on habita i una cua llarga que es pensa que li d'equilibri a més d'estabilitzar a l'animal quan dona els seus llargs salts per fugir o caçar.

## Història natural
Viu en un clima càlid i verd que és propici per al seu cicle de vida i on troba el seu aliment: insectes, siguin mosquits, papallones, arnes o aranyes petites.
Aquest llangardaix és nomenat "camaleó" perquè, igual que aquests animals, canvia a voluntat de color per barrejar-se amb els colors del seu hàbitat. Encara que és verd es pot posar d'una coloració oliva o fins a marró fosc.